# Thecla gaumeri
Thecla gaumeri är en fjärilsart som beskrevs av Frederick DuCane Godman 1901. Thecla gaumeri ingår i släktet Thecla och familjen juvelvingar. Inga underarter finns listade i Catalogue of Life.